# Кампертоњо
Кампертоњо (итал. Campertogno) је насеље у Италији у округу Верчели, региону Пијемонт.
Према процени из 2011. у насељу је живело 129 становника. Насеље се налази на надморској висини од 833 м.

## Становништво
| 1936. | 1951. | 1961. | 1971. | 1981. | 1991. | 2001. | 2011. |
| ----- | ----- | ----- | ----- | ----- | ----- | ----- | ----- |
| 473   | 438   | 358   | 275   | 236   | 234   | 228   | 243   |